# Фокер G.I
Фокер G.I је холандски једнокрилни, двомоторни, вишенаменски борбени авион (тешки ловац(разарач), извиђач-лаки бомбардер, обрушавајући бомбардер) из 1937. године, произвела га је фабрика авиона Fokker-Flugzeugwerke из Амстердама.

## Пројектовање и развој
Авион Фокер G.I је настао као потреба (из економских разлога) да се обједине различите врсте авиона тј. да се једним авионом задовољи више потреба (ловац, извиђач и бомбардер). С обзиром да је било јако тешко објединити чак међусобно супротне захтеве, пројектанти овог авиона др. Ерих Шацки (Erich Schatzki) и Мариус Билинг (Marius Beeling) дошли су на идеју да направе авион из два модула, двотрупац константа за све авионе фамилије а да централну гондолу праве за сваку посебну намену. Тако је настао вишенаменски авион који је обављао улогу: тешког ловачког авиона разарача (Холанђани су га назвали "лака крстарица"), извиђачког, лаког бомбардера, обрушавајућег бомбардера и авиона за подршку трупама.
Рад на пројекту је отпочео 1934. године а први прототип је полетео први пут 16. марта 1937. године.

## Технички опис
Авион је био такозване „рам“ конструкције, имао је два трупа и два репа која су међусобно била спојена хоризонталним репним стабилизатором. На почетку сваког трупа се налазио по један радијални мотор испод кога је била и главна нога стајног трапа. Између трупова налазила се гондола авиона у којој се налазила посада и наоружање авиона. Технички опис направљен према извору.
Два трупа авиона спајају моторне гондоле на крилу са репом авиона. Облик им је елипсаст а конструкција им је од челичних цеви обложене дрвеном лепенком. Кроз ове трупове су провучене инсталације неопходне за управљање авионом.
У централној гондоли се налази кабина пилота, навигатора (бомбера) или извиђача и стражњег стрелца, већ од намене авиона. Предњи и задњи део ове гондоле као и кабина пилота су били опремљени великим стакленим површинама. У предњем делу централне гондоле је смештено стрељачко наоружање које је било веома импресивно, напред се састојало од 8 митраљеза или некој од комбинација 1 топ и 6 митраљеза или 2 топа и 4 митралеза и назад један митраљез за заштиту задње сфере авиона. Испод кабина се налазио бомболук у који је било могуће сместити до 400 kg бомби, једна бомба од 250 kg. или 8 бомби од 50 kg. У кабину се улазило преко крила и два отвора на крову кабине. Предњи део кабине је био обложен Ал-лимом и плексистаклом, задњи део кабине који је био ван крила такође је био обложен плексистаклом а део кабине који је био изједна са крилом био је обложен дрвеном лепенком.
При пројектовању овог авиона планирано је да мотори за погон овог авиона буде Rolls-Royce Kestrel. С обзиром да енглеска влада није одобрила извоз ових мотора у прототип су уграђени радијални мотори  Hispano-Suiza 14AB-02/03 снаге 559 kW (750 KS). Ови мотори се нису показали као добри, па је одлучено да се у авионе намењене Холандском ратном ваздухопловству (због унификације са моторима авиона D.XXI) уграђују мотори Bristol Mercury VIII снаге 610 kW (830 KS) а у извозне авионе уграђују мотори Pratt & Whitney SB4-G Twin Wasp Junior снаге 559 kW (760 KS). У оба случаја без обзира на моторе уграђиване су трокраке, вучне металне елисе променљивог корака. Радијални мотори су обложени НАЦА капотажом која обезбеђује боље хлађење мотора јер расхладну ваздушну струју усмерава на цилиндре мотора. На излазним ивицама НАЦА прстена налазе се шкрге чијим отварањем - затварањем се регулише проток расхладог ваздуха.
Крило је дебелог профила, дрвене конструкције са две рамењаче кутијастог типа и ребра направљена од шперплоче. Облога крила је од дрвене лепенке. Крило је једноделно и на њему су такође од дрвета направљене гондоле за смештај мотора и централне гондоле за посаду и наоружање. Између два трупа крило је правоугаоног облика и у празнинама између центалне гондоле и гондола мотора су смештени резервоари за гориво. Делови крила од трупова ка њиховим крајевима су облика једнокраких трапеза са полукружним завршетцина. Са предње стране гондола за моторе су постављени носачи мотора који су направљени од заварених челичних цеви. За задње стране ових гондола су причвршћене елипсасте челичне конструкције, носачи трупова авиона а удубљењу ових гондола на крилном делу је простор за смештај ногу и точкова стајног трапа у увученом положају. Највећи део централне гондоле је направљен од дрвета. Предњи део, који обухвата кљун авиона и конструкцију настрешнице кабине направљен је од челичних цеви као и провидни завршетак краја гондоле у који су смештени бомбер и стражњи стрелац. Крила су опремљена елеронима (крилцима) и закрилцима који су дрвене конструкције обложени лепенком. Кроз просторе крила су провучене све инсталације неопходне за управљање авионом, електричне, хидрауличне, механичке (сајле и полуге) и цевоводи. На спољним деловима крила налазила су се четири подвесна нолача бомби који су могли да понесу 4 х 50 kg бомби.
Вертикалне репне површине (вертикални стабилизатори) су саставни део трупова авиона и има их два. Конструкција им је од челичних цеви а облога од лепенке. За вертикалне стабилизаторе су прикачена кормила правца који су дрвене конструкције обложена лепенком. Хоризонтални стабилизатор има облик и конструикцију крила. Налази се између два трупа авиона и повезује их. За њега је везано кормило дубине а на средини хоризонталног стабилизатора са доње стране се налази репни точак.
Стајни трап је био увлачећи за време лета и састојао се од две главне ноге које су се налазиле испод крилних мотора и увлачиле су се у гондоле иза мотора. Увлачење точкова се обављало хидрауличним путем. Гуме на точковима су биле балонске (нископритисне), точкови су били опремљени кочницама. Испод хоризонталног стабилизатора на репу који је спајао два трупа авиона налазио се самоуправљиви точак који се у току лета није увлачио у труп.

## Наоружање
Наоружање се састојало од осам митраљеза Browning калибра 7,9 mm: фиксни у трупу напред, а један исти такав у задњем делу авиона. Планиране су варијанте са комбинацијама топови + митраљези или тешки митраљези + митраљези. Ако је авион коришћен као обрушавајући бомбардер, могао би да носи бомбе укупне тежине 600 kg у трупу (1x250 kg; или 8x50kg), и испод крила 4 х 50 kg.
| Наоружање авиона: Фокер G.I    |                                 |
| Ватрено (стрељачко) наоружање  |                                 |
| Топ                            |                                 |
| Митраљез                       |                                 |
| Број и ознака митраљеза        | 8 x Browning                    |
| Калибар                        | 7,9                             |
| Бомбардерско наоружање (бомбе) |                                 |
| Класичне авио бомбе            | 1 x 250 или (8 x 50) + (4 x 50) |
| Укупна маса                    | 600                             |
| Број тачака за подвешавање     | 4                               |
| Ракетно наоружање (ракете)     |                                 |

## Верзије
- G.I - Прототип, покретан са два мотора Hispano-Suiza 14AB-02/03; направљен један авион.
- G.I Mercury - Модел са два или три седишта, покретани моторима Bristol Mercury VIII; 36 ком.
- G.I Wasp - Двоседи модел (извозни), са мотором Pratt & Whitney SB4-G Twin Wasp Junior; 26 ком.
- B 26 - Шведска варијанта обрушавајућег бомбардера G.I Mercury
- S 13 - Шведска варијанта извиђачког авиона G.I Mercury

## Оперативно коришћење
Холандско ратно ваздухопловство је наручило 36 Фокер G.I са  моторима Bristol Mercury VIII снаге 541 kW (825 KS), стандардизован са мотором који је холандско ваздухопловство користило код ловца Фокер D.XXI, како би се опремиле две ескадриле.  Само прва четири примерка су направљена као троседи бомбардери, док су остали завршени као двоседи тешки ловци (разарачи).
Авион је био активно укључен у граничне патроле и да би се демонстрирала неутралност, 20. марта 1940. године, G.I  из 4. ЈаВА је срушио Армстронг Витворт Витли из РАФ-ове 77 скн када је залутао у холандски ваздушни простор.
Током почетка непријатељстава, укупно 26 G.I  је било оперативно у 3. Ловачкој јединици (ЈаВА) у Ротердаму (аеродром Валхавен), и 4. ЈаВА ловачкој групи у Бергену код Алкмара.
Када је нацистичка Немачка напала Холандију, 10. маја 1940. године, 23 авиона G.I су била у функцији. Највећи број ових авиона је уништен на земљи они који су преживели борили су се до краја.  У „петодневном рату“, расположиви ловци G.I су углавном били распоређени у мисијама копненог напада, гађајући напредујуће немачке пешадијске јединице, али су такође коришћени за напад на транспортне авионе Јункерс Ју 52/3м. Иако су извештаји фрагментарни и нетачни у погледу резултата, ловци G.I су били ангажовани изнад Ротердама и Хага, што је допринело губитку 167 авиона Ју 52, постигавши до 14 потврђених обарања из ваздуха.
Када је Холандија капитулирала, Немци су заробили седам-осам авиона G.I у добром стању или са мањим оштећењима. Још четири су пронађена у магацину у растављеном облику. Одлучили су да поправе све ове летелице, и користе као авионе за обуку. Министарство ваздухопловства Рајха је такође наредило завршетак пет G.IB пронађених у фабрици Фокер. Сви ови авиони су коришћени у пилотској школи у Винер Нојштату у Аустрији.
Два холандска пилота са једним Фокером G.I су успели да прелете у Енглеску. Након слетања у Енглеску, Фокер је прошао кроз циклус тестирања, а затим су га проучавали стручњаци из различитих компанија.

### Сачувани примерци
Није сачуван ниједан примерак овог авиона. Реплика овог авиона је изложена у музеју ваздухопловства Холандије у Соестбергу (Dutch Air Force Museum in Soesterberg, The Netherlands).

## Земље које су користиле авион
- Холандија
- Нацистичка Немачка
- Велика Британија